# غدة زعترية منتبذة
الغدة الزعترية المنتبذة هي حالة تكون فيها أنسجة الغدة الزعترية في موقع غير طبيعي (انتباذ). عادةً لا تسبب أعراضًا، لكنها قد تؤدي إلى ظهور كتلة في الرقبة يُمكن أن تضغط على القصبة الهوائية والمريء. يُعتقد أن هذه الحالة تنتج إما عن فشل في انتقال الغدة الزعترية إلى موضعها الطبيعي أو عن فشل في انكماش أنسجتها الطبيعية. يمكن تشخيصها بالأشعة، مثل التصوير بالموجات فوق الصوتية أو التصوير بالرنين المغناطيسي. إذا تسببت في مشاكل صحية، يمكن علاجها جراحيًا عن طريق استئصالها. نادرًا ما تعود الحالة بعد الجراحة.

## العلامات والأعراض
لا تسبب الغدة الزعترية المنتبذة في أغلب الأحيان أي أعراض. يتم اكتشافها غالبًا على أنها كتلة ناعمة أو تورم في عنق الرضع والأطفال. ومع ذلك، عندما تظهر الأعراض، فإنها غالبًا ما تكون بسبب ضغط الهياكل القريبة مثل القصبة الهوائية والمريء. يمكن أن يؤدي هذا إلى بحة في الصوت، وصرير، وصعوبة في التنفس و/أو صعوبة في البلع، الألم غير شائع.

## الأسباب
الغدة الزعترية المنتبذة هي نتيجة لفشل الهجرة أثناء التطور الجنيني. أثناء التطور الجنيني، تتكون الغدة الزعترية من الجيبين البلعوميين الثالث والرابع. تنزل على طول المسار من الفك السفلي إلى مكانها النهائي في المنصف. عندما تفشل أنسجة الغدة الزعترية في النزول بشكل مناسب أو تفشل في الانحدار، تظل أنسجة الغدة الزعترية في مواقع مختلفة على طول هذا المسار. تشمل المواقع التي تم الإبلاغ عن وجود أنسجة صلبة للغدة الزعترية بالقرب من الغدة الدرقية (الأكثر شيوعًا)، وداخل الغدة الدرقية، وقاعدة الجمجمة، وداخل البلعوم أو القصبة الهوائية.

## التشخيص
الموجات فوق الصوتية هي الطريقة التشخيصية الموصى بها والمستخدمة لتشخيص الغدة الزعترية المنتبذة العنقية. تتميز الغدة الزعترية بمظهر فريد في الموجات فوق الصوتية، مما يسمح بتشخيص محدد. تظهر الغدة الزعترية المنتبذة منخفضة الصدى، مع بؤر صدى خطية مميزة. يمكن استخدام التصوير بالرنين المغناطيسي أيضًا لتوصيف وتحديد موقع الغدة الزعترية المنتبذة بشكل أفضل. في التصوير بالرنين المغناطيسي، تظهر الغدة الزعترية المنتبذة عنقية العنق ككتلة متجانسة متساوية الكثافة مع العضلات في عمليات المسح المرجحة T1 ومفرطة الكثافة في عمليات المسح المرجحة T2. يمكن أيضًا استخدام الخزعة أو الفحص النسيجي عند الاستئصال للتوصل إلى تشخيص نهائي. في بعض الأحيان، يتم العثور على الغدة الزعترية المنتبذة عن طريق الصدفة أثناء جراحة الرقبة.

### التشخيص التفريقي
يعتمد التشخيص التفريقي المناسب على موقع الغدة الزعترية المنتبذة. بالنسبة للغدة الزعترية العنقية المنتبذة، يجب أن يتضمن التشخيص التفريقي أسبابًا إضافية لكتل الرقبة. ويشمل ذلك الأسباب الشائعة لكتل الرقبة عند الأطفال، بما في ذلك:
كيس القناة الدرقية اللسانية.
كيسة الفلح الخيشومي.
كيسة جلدانية.
تضخم العقد اللمفاوية الالتهابي.
عدوى الغدة اللعابية.
ورم القصية الترقوية الخشائية عند الرضع.
ورم حميد.
تشمل الأسباب النادرة لكتل الرقبة عند الأطفال ما يلي:
سرطان الغدة الدرقية.
اللمفوما.
ساركوما العضلات المخططة.
عقيدات الغدة الدرقية.

## العلاج
إذا كان المريض بدون أعراض وتم تحديد الكتلة بناءً على النتائج الشعاعية، فقد يتم تجنب الخزعة و/أو الاستئصال. الإزالة الجراحية للكتلة هي العلاج النهائي لأنسجة الغدة الزعترية غير الطبيعية التي تسبب الأعراض. وقد ورد أن أنسجة الغدة الزعترية غير الطبيعية يمكن أن تتحول إلى أنسجة سرطانية. ومع ذلك، نظرًا لاستئصال معظم أنسجة الغدة الزعترية غير الطبيعية التي يتم تشخيصها بسبب هذا القلق، فإن التطور الطبيعي لم يتم استكشافه جيدًا. البيانات التي تدعم التحول الخبيث محدودة، ومن المحتمل أن يُترك نسيج الغدة الزعترية غير الطبيعية الذي لا يسبب مشاكل لينكمش. ونظرًا لدور الغدة الزعترية في الجهاز المناعي التكيفي للجسم، فيجب التأكد من أن المريض لديه غدة زعترية منصفية قبل الجراحة من أجل منع احتمالية حدوث نقص المناعة في المستقبل.

## الوبائيات
نظرًا لأن الغدة الزعترية المنتبذة لا تسبب أعراضًا عادةً، فمن الصعب تحديد معدل الانتشار. نادرًا ما يتم الإبلاغ عن الغدة الزعترية المنتبذة في الأدبيات. المعدل المتوسط لنسيج الغدة الزعترية المنتبذ لدى المرضى المصابين بمرض الوهن العضلي الوبيل هو 41% (النطاق 26-98%)، وفقا لدراسات استرجاعية (دراسة استعادية/رجعية) سابقة. إن نطاق المعدل المبلغ عنه واسع للغاية، ربما بسبب الإجراءات الجراحية المختلفة، وطرق الفحص النسيجي وكثافة الفحص. أفادت عشر دراسات من أصل 18 دراسة عن المواقع المشتركة لأنسجة الغدة الزعترية المنتبذة في الدهون المنصفية  يعتمد هذا الاختلاف في معدل الانتشار إلى حد كبير على طريقة التحقيق المستخدمة ومدى اتساع نطاق الفحص. نظرًا لأن معظم أنسجة الغدة الزعترية المنتبذة لا تظهر عليها أعراض، فمن المرجح أن معدل الانتشار أعلى مما يتم الإبلاغ عنه عادةً.